# Leonid Kuzik
Leonid Iwanowicz Kuzik (ros. Леонид Иванович Кузик, ur. 24 marca?/6 kwietnia 1907 w Tomsku, zm. 30 kwietnia 1977 w Omsku) – radziecki polityk, przewodniczący Obwodowego Komitetu Wykonawczego w Omsku (1945-1951).
Od 1926 członek WKP(b), 1926-1929 kierownik wydziału organizacyjnego i sekretarz odpowiedzialny rejonowego komitetu Komsomołu na Syberii. 1929-1931 służył w Armii Czerwonej, 1931-1933 kierownik wydziału rejonowego komitetu WKP(b). 1933-1935 kierownik wydziału redakcji gazety "Bolszewistskaja smiena" w Nowosybirsku, 1935-1937 przewodniczący obwodowego biura młodych pionierów w Omsku i II sekretarz Komitetu Obwodowego Komsomołu w tym mieście. 1937-1939 dyrektor fabryki sukna w Omsku, 1939 sekretarz rejonowego komitetu WKP(b) w obwodzie omskim, 1941-1942 II sekretarz Komitetu Miejskiego WKP(b) w Omsku, 1942-1945 III sekretarz i II sekretarz Komitetu Obwodowego WKP(b) w Omsku. Od listopada 1945 do grudnia 1951 przewodniczący Obwodowego Komitetu Wykonawczego w Omsku, od grudnia 1951 do sierpnia 1952 I sekretarz Komitetu Obwodowego WKP(b) w Omsku, od 23 września 1953 do lutego 1963 przewodniczący Sachalińskiego Obwodowego Komitetu Wykonawczego, później na emeryturze. Deputowany do Rady Najwyższej ZSRR od 2 do 4 kadencji.

## Odznaczenia
- Order Lenina (2 marca 1957)
- Order Czerwonej Gwiazdy
- Order „Znak Honoru”